# Jean-François Gerbillon
Jean-François Gerbillon, (張誠 Zhāng Chèng en chinois) né le 4 juin 1654 à Verdun et mort le 27 mars 1707 à Pékin, est un prêtre jésuite français, missionnaire en Chine, astronome et mathématicien à la cour de l'empereur chinois Kangxi (1654-1722).

## Biographie

### Formation et début de carrière
Gerbillon entre le 5 octobre 1670 au noviciat de la Compagnie de Jésus. À la fin du cursus habituel de formation spirituelle et académique il est ordonné prêtre à Molsheim (Haut-Rhin) le 16 décembre 1682. Il enseigne la grammaire, la rhétorique et les humanités durant sept ans.
Son profond désir de servir dans les missions d'Asie se voit satisfait en 1685, quand il est nommé pour faire partie du groupe des Jésuites désignés pour fonder la Mission française de Chine. La première étape du voyage s'effectue au sein de l'ambassade royale du chevalier de Chaumont auprès du Siam, en compagnie d'un groupe de mathématiciens jésuites : Jean de Fontaney (1643-1710), Joachim Bouvet (1656-1730), Louis Le Comte (1655-1728), Guy Tachard (1648-1712) et Claude de Visdelou (1656-1737). Tachard restera au Siam auprès du roi Narai, tandis que les autres repartent pour Macao et la Chine, qu'ils atteignent en 1687.

### Arrivée en Chine
Dès leur arrivée à Pékin, ils sont reçus par l'empereur Kangxi qui, favorablement impressionné, retient Gerbillon et Bouvet à sa cour. Ce monarque fameux est en effet conscient de leur valeur et des services que les pères pouvaient lui rendre par leurs compétences scientifiques. De leur côté les deux Jésuites étaient heureux de cette occasion de gagner sa faveur et de donner une image positive du christianisme qui puisse faciliter le travail missionnaire. Ayant appris le mandarin et le mandchou, Gerbillon effectue de nombreuses traductions d'oeuvres mathématiques pour Kangxi à qui il donne des leçons de mathématiques.

### Voyages dans la Chine

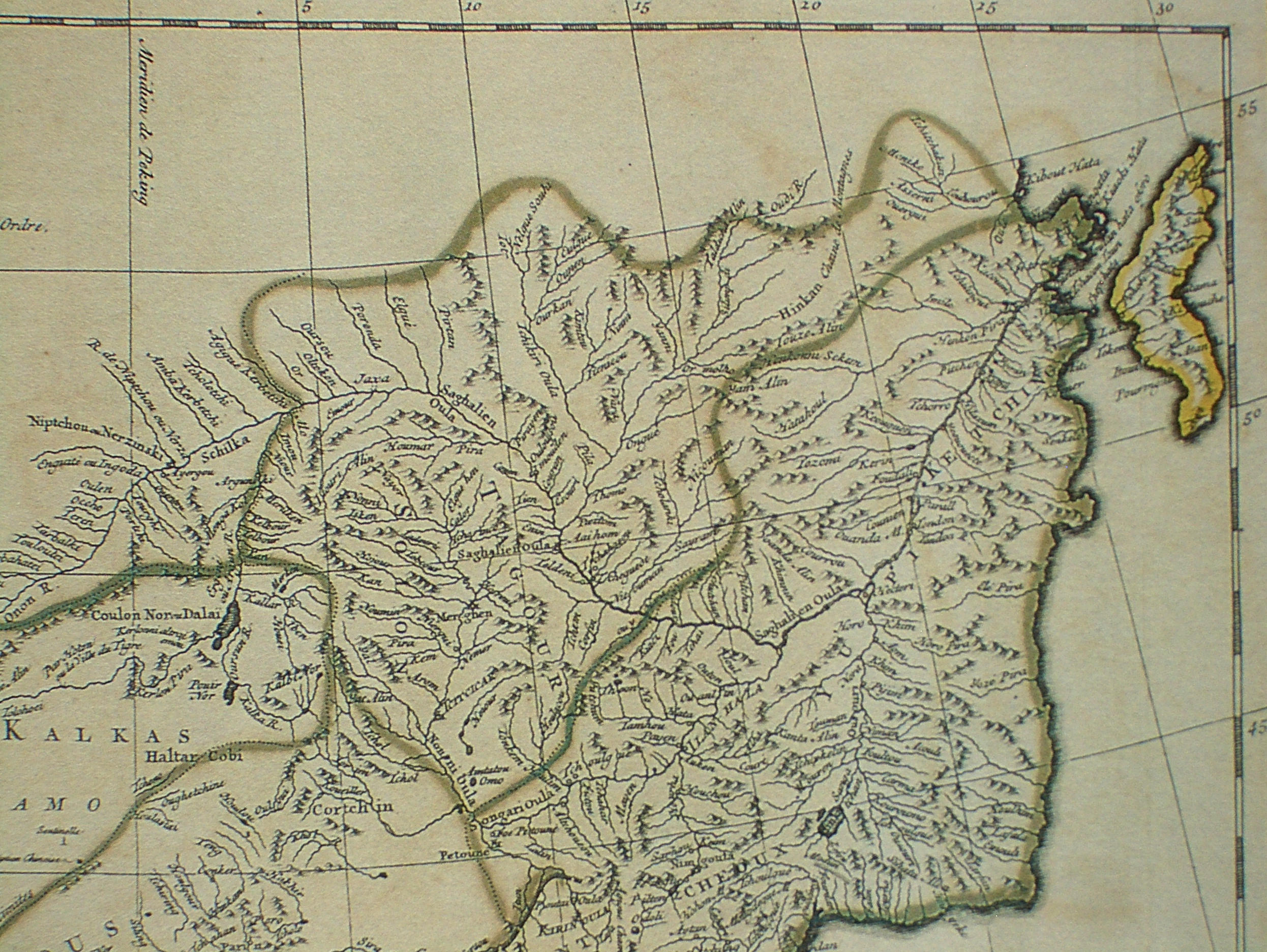
Carte de la Chine du XVIIe siècle de Bourguignon d'Anville, sur laquelle la position de Nertchinsk est précisée selon les indications de Gerbillon.

Gerbillon est envoyé en compagnie du jésuite portugais Thomas Pereira, comme conseillers et interprète à Nertchinsk avec les diplomates chargés de négocier avec les Russes le tracé de la frontière extrême-orientale entre les deux empires. Ce tracé est confirmé par le traité de Nertchinsk en 1689.
Ce voyage est le premier d'une série d'autres déplacements au cours desquels il fait souvent partie de la suite impériale. Il fait au total huit voyages en Tartarie. Durant l'un d'eux, il est témoin de la campagne militaire qui verra la victoire de  l'empereur Kangxi sur les Oïrats. Dans son dernier voyage, il accompagne les trois commissaires chargés de régler les affaires publiques et d'instituer de nouvelles lois chez les Tatars kalkas, après leur soumission à l'empereur. Il profite de cette occasion pour mesurer la latitude et la longitude de nombreux sites tartares.

### Supérieur provincial
Gerbillon assume un certain temps la direction du collège français de Pékin, puis devient supérieur provincial de la mission. Comme d'autres jésuites il bénéficie de l'estime de l'empereur, lequel tient en haute opinion ses capacités et les utilise souvent dans des buts scientifiques et diplomatiques. Il est nommé mandarin.
En 1692, l'empereur accorde un Édit de tolérance permettant la libre pratique de la religion chrétienne en Chine. Après sa guérison d'une fièvre au cours de laquelle il avait reçu l'assistance de Gerbillon et Bouvet, l'empereur leur marque sa gratitude en leur offrant un emplacement pour une chapelle et une résidence. Gerbillon y construit l'église du Saint-Sauveur (Pei-tang), le premier lieu de culte chrétien à Pékin. Elle est inaugurée avec une inscription de la main de l'empereur Kangxi.
Linguiste reconnu, le père Gerbillon rédige plusieurs ouvrages de mathématiques et un récit de son voyage en Tartarie. Ce dernier est précieux car il témoigne avec exactitude de la topographie du pays et des coutumes populaires. Il donne aussi des détails sur la vie des missionnaires de la cour.

## Œuvres
- Éléments de Géométrie tiré d'Euclide et d'Archimède (1689) - Ouvrage traduit en mandarin et en mandchou par Gerbillon.
- Géométrie pratique et théorétique (1690) - Ouvrage traduit en mandarin par Gerbillon
- Éléments de philosophie
- Relations du huit Voyages dans la Grande Tartarie

On attribue en outre à Gerbillon un ouvrage intitulé : « Elementa Linguæ Tartaricæ » (Éléments de la langue des Tartares).

## Sources
- (en) Cet article est partiellement ou en totalité issu de l’article de Wikipédia en anglais intitulé « Jean-François Gerbillon » (voir la liste des auteurs).
- (en) entrée « Gerbillon », dans la Catholic Encyclopedia